# Damernas terränglopp i mountainbike vid olympiska sommarspelen 2008
Damernas terränglopp i mountainbike vid olympiska sommarspelen 2008 ägde rum den 23 augusti i Laoshan Mountain Bike Course.
Mountainbike-loppet är en masstart. Endast ett lopp hålls varefter den som kommer först i mål vinner. Cyklister som blir varvade på banan avslutar det varv de befinner sig på, därefter avbryter de tävlingen.

## Medaljörer
| Event                | Guld                  | Silver                  | Brons                     |
| Damernas terränglopp | Sabine Spitz Tyskland | Maja Włoszczowska Polen | Irina Kalentieva Ryssland |

## Resultat
| Placering | Cyklist                     | Tid     |
| --------- | --------------------------- | ------- |
|           | Sabine Spitz (GER)          | 1:45:11 |
|           | Maja Włoszczowska (POL)     | 1:45:52 |
|           | Irina Kalentieva (RUS)      | 1:46:28 |
| 4         | Catharine Pendrel (CAN)     | 1:46:37 |
| 5         | Chengyuan Ren (CHN)         | 1:47:40 |
| 6         | Petra Henzi (SUI)           | 1:48:41 |
| 7         | Mary McConneloug (USA)      | 1:50:34 |
| 8         | Georgia Gould (USA)         | 1:50:51 |
| 9         | Rosara Joseph (NZL)         | 1:51:07 |
| 10        | Aleksandra Dawidowicz (POL) | 1:51:21 |
| 11        | Elisabeth Osl (AUT)         | 1:51:39 |
| 12        | Ying Liu (CHN)              | 1:52:01 |
| 13        | Lene Byberg (NOR)           | 1:53:19 |
| 14        | Elsbeth van Rooy-Vink (NED) | 1:53:30 |
| 15        | Nathalie Schneitter (SUI)   | 1:53:42 |
| 16        | Eva Lechner (ITA)           | 1:58:22 |
| 17        | Laurence Leboucher (FRA)    | 2:00:55 |
| 18        | Adelheid Morath (GER)       | 2:02:25 |

### Varvade
- Rie Katayama (JPN) (varvad med ett varv kvar)
- Blaza Klemencic (SLO) (varvad med ett varv kvar)
- Jaqueline Mourão (BRA) (varvad med ett varv kvar)
- Yolande Speedy (RSA) (varvad med två varv kvar)
- Vera Andreeva (RUS) (varvad med två varv kvar)
- Janka Stevkova (SVK) (varvad med två varv kvar)
- Dellys Starr (AUS) (varvad med två varv kvar)
- Francisca Campos (CHI) (varvad med två varv kvar)

### Kom ej i mål
- Tereza Huříková (CZE) (gav upp på första varvet)
- Marie-Hélène Prémont (CAN) (gav upp på andra varvet)
- Margarita Fullana (ESP) (gav upp på tredje varvet)
- Gunn-Rita Dahle Flesjå (NOR) (gav upp på fjärde varvet)